# ABM Industries
ABM Industries ist ein börsennotiertes Facilitymanagement-Unternehmen mit Sitz im One Liberty Plaza in New York City. 
Das Unternehmen bietet verschiedene Gebäudedienstleistungen an, die von Hausmeister- und Reinigungsdiensten bis zu Wartungsaufgaben und Planungsdienstleistungen reichen. Grünflächen und Parkplätze werden ebenfalls durch ABM Industries instand gehalten. ABM Industries besitzt Kunden in der Industrie, dem Bildungssektor und dem Gesundheitssektor. Weiterhin werden Flughäfen betreut und Flugzeuge gereinigt und mit Bordverpflegung beliefert.
Im Jahr 1909 begann Morris Rosenberg die Geschäftsräume von Händlern in San Francisco zu reinigen. Seine Anfangsinvestition hierfür betrug 4,5 Dollar für einen Eimer, einen Schwamm und einen Mopp. An seinem ersten Tag erzielte er damit Einnahmen von 3,5 Dollar. Rosenberg baute sein Geschäft aus und erweiterte es um komplette Hausmeisterdienste. Im Jahr 1913 übernimmt sein Unternehmen den Namen American Building Maintenance Company. Es folgte die Eröffnung von Niederlassungen in Los Angeles, Portland und Seattle. Zur Eröffnung der ersten Niederlassung an der Ostküste der Vereinigten Staaten in New York City im Jahr 1933, beschäftigte ABM bereits 1500 Mitarbeiter. Zum 50sten Unternehmensjubiläum 1959 beschäftigte ABM 6000 Angestellte in Niederlassungen in 45 Städten der USA. Seit 1965 wurden Aktien des Unternehmens über die American Stock Exchange gehandelt.